# Ohel (teatr)

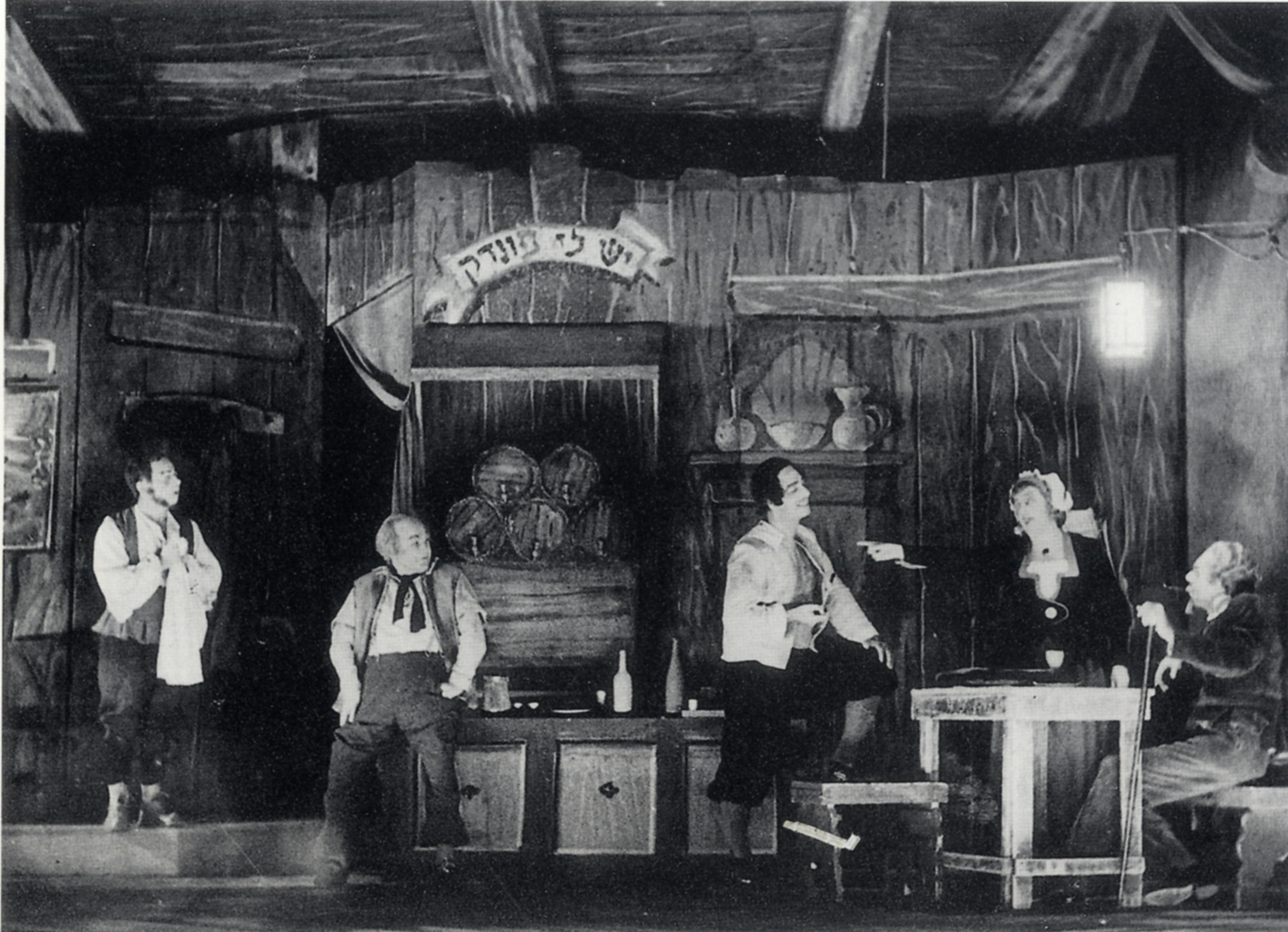
Przedstawienie Historia krawca (1947)

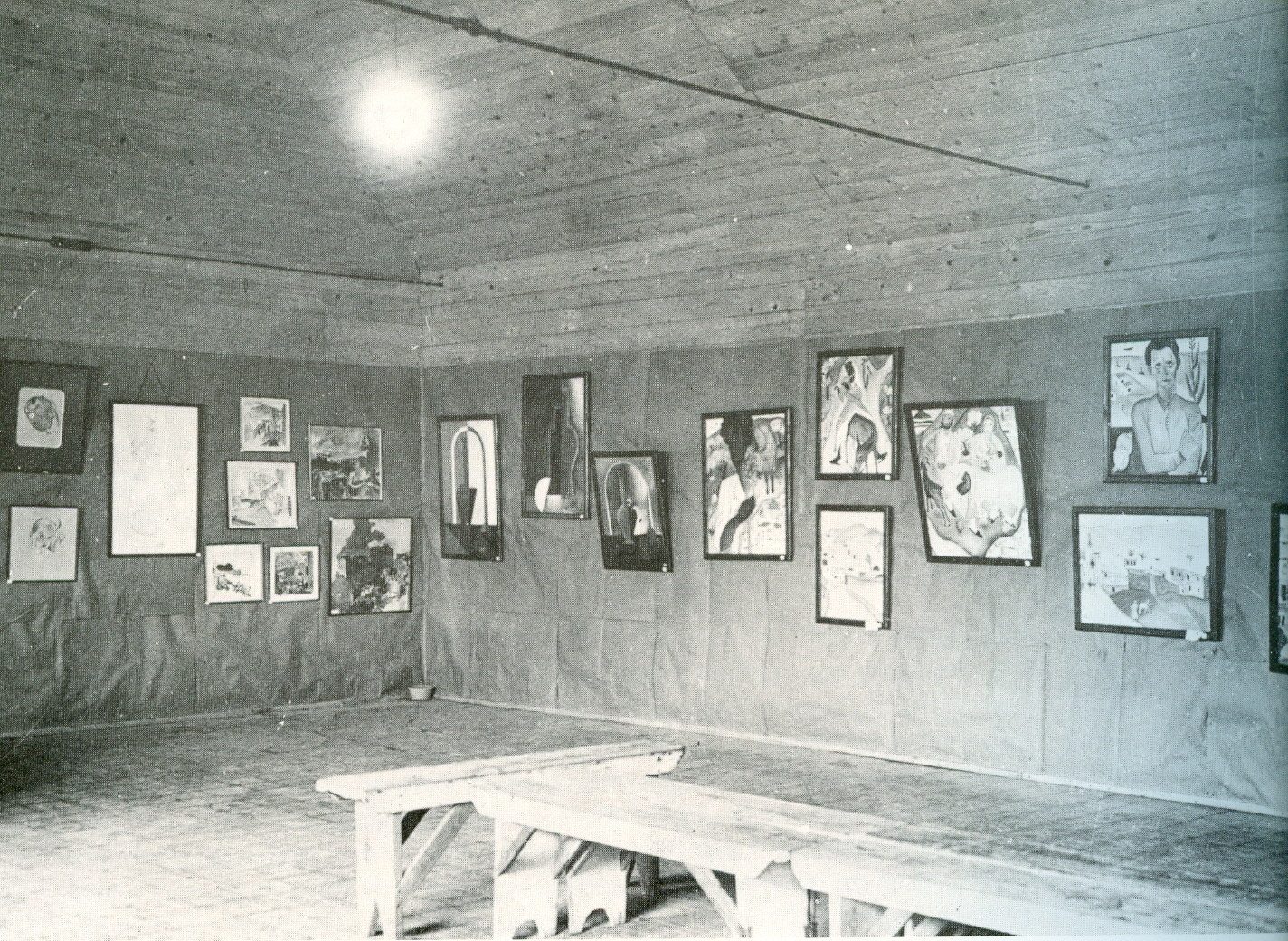
Wystawa Współcześni artyści – teatr Ohel, Tel Awiw (1921–1925)

Ohel – teatr robotniczy działający w Palestynie, a następnie Izraelu od ok. 1925 do 1969.

## Opis
Teatr – początkowo studio, gdzie kształcili się młodzi aktorzy – został założony przez M. Halewiego, który był również głównym reżyserem tego teatru (do ok. 1950 roku). Pierwszym przedstawieniem zespołu teatralnego była sceniczna adaptacja opowiadań Icchoka Lejba Pereca. W teatrze wystawiano także sztukę Hermana Heijermansa Rybacy.
W połowie lat 30. XX wieku – w okresie szczytowego rozwoju teatru – prezentowano sztuki o tematyce biblijnej, narodowej. Wystawiano także utwory z repertuaru obcego. W 1934 Ohel wystąpił w kilku krajach Europy, także w Polsce (w Warszawie i Gdańsku). Uznanie zdobyły adaptacje Przygód dobrego wojaka Szwejka Jaroslava Haška (1935) i Josie Kałb Isaaca Bashevisa Singera (1937).
Teatr powstał pod patronatem związku zawodowego Histadrut. W 1958 związek zakończył patronat nad teatrem, co doprowadziło do kryzysu tego ostatniego. W latach 60. XX wieku, pod kierownictwem P. Frye’a teatr odrodził się i zyskał popularność, dzięki wystawieniu sztuk m.in.: Ephraima Kishona, Szolema Alejchema, Eugène’a Ionesco, Bertolta Brechta.